# Martin Allard
Fredrik Martin Allard, född 7 maj 1875 i Åtvids församling, Östergötlands län, död 27 juni 1950 i Linköpings församling, Östergötlands län, var en svensk präst i Trehörna församling och Örtomta församling.

## Biografi
Martin Allard föddes 7 maj 1875 i Åtvids landskommun. Han var son till kontraktsprost Fredrik Gerhard Allard och Anna Törnwall. Allard blev efter studier i Norrköping och Uppsala, student höstterminen 1893 vid Uppsala universitet, Uppsala. Han avlade teologisk-filosofisk examen 30 januari 1895, teoretisk-teologisk examen 15 september 1898 och praktisk teologisk examen 25 maj 1899. Han var vice seminarieadjunkt i Kalmar hösten 1899. Allard prästvigdes 6 juni 1899. Han blev 3 mars 1902 komminister Vists församling, Vists pastorat (tillträde 1 december 1902). Den 16 oktober 1905 blev han kyrkoherde i Trehörna församling, Trehörna pastorat (tillträde direkt) och blev 22 juli 1911 kyrkoherde i Örtomta församling, Örtomta pastorat (tillträde 1 maj 1912). Han var tillförordnad kyrkoherde från 1 maj 1930 till 30 april 1931 i Gistads församling, Gistads pastorat.
Allard fick 1911 statens resestipendium och gjorde en studieresa till Tyskland för att studera den liturgiska kyrkomusikaliska renässansrörelsen. Han blev 1928 ledamot i Nordstjärneorden. Invaldes 1940 som associé av Kungliga Musikaliska Akademien.

### Familj
Allard gifte sig 6 juni 1904 med Willy Alm (född 1886). Hon var dotter till kassören Carl Alm och Wilhelmina Karlsson i Norrköping. De fick tillsammans barnen Torsten (född 1905), Henrik (född 1910) och Anna (1913–1932).